# Governo Siliņa
Il Governo Siliņa è il 42º ed attuale governo della Lettonia, in carica dal 15 settembre 2023; svolge le sue funzioni durante la 14ª legislatura della Saeima.

## Storia

### Formazione

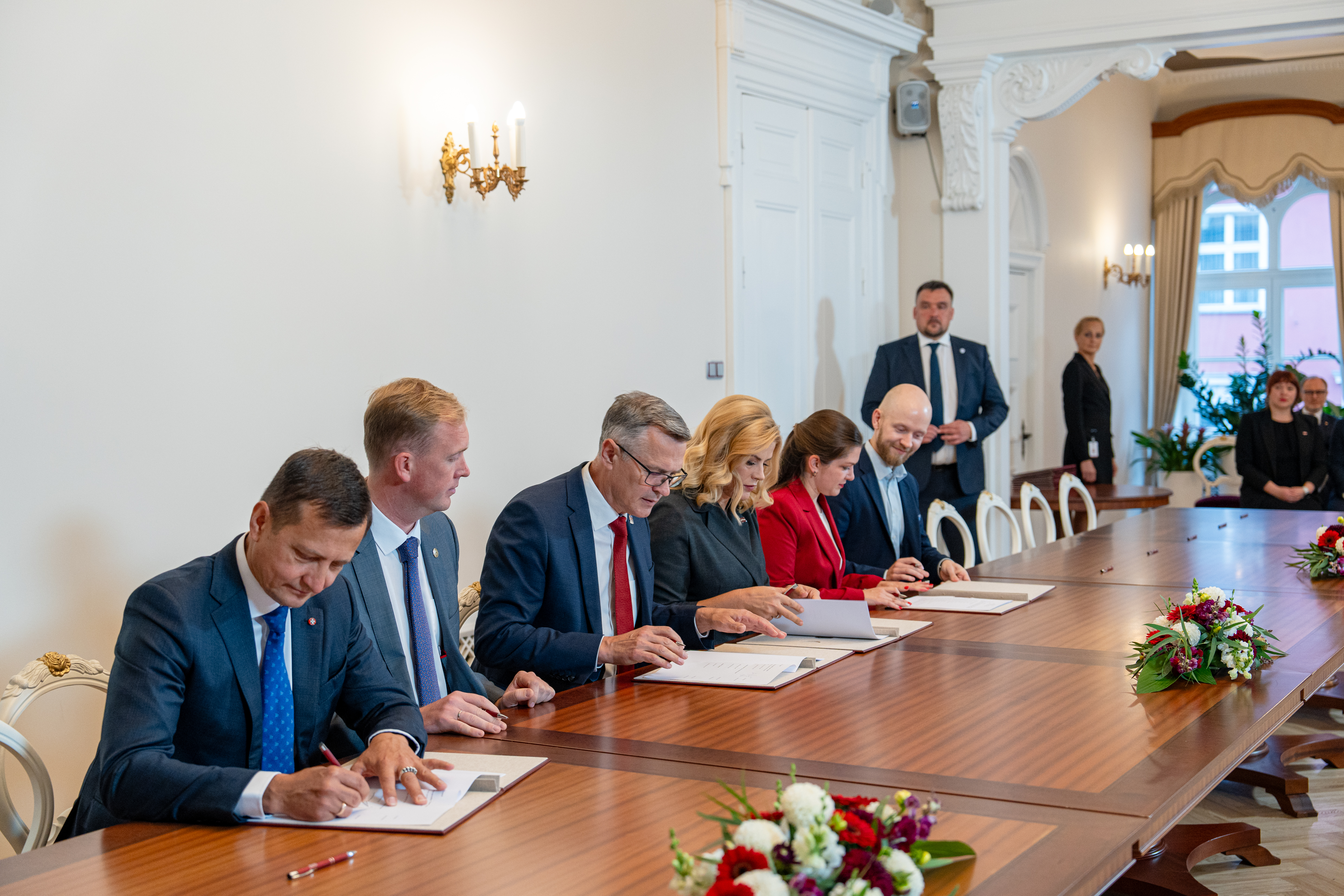
La Prima ministra Siliņa ed i suoi alleati di coalizione firmano la dichiarazione del Consiglio dei Ministri con cui è istituito il nuovo governo, 15 settembre 2023

Guidato dalla Ministra presidente conservatrice Evika Siliņa, il governo è costituito e appoggiato da una coalizione tripartitica tra Nuova Unità (JV), di centro-destra e detentore di 8 ministeri (compresa la Presidenza), Lista Unita (ZZS), di centro e detentore di 4 ministeri, e Progressisti (PRO), di centro-sinistra e detentori di 3 ministeri; insieme, questi dispongono di 52 deputati su 100, ovvero il 52% dei seggi alla Saeima.
Questo governo si è formato in seguito alle dimissioni del governo precedente, e dopo settimane di intense negoziazioni, che hanno portato alla nomina, completato il processo negoziale, da parte del presidente Edgars Rinkēvičs il 15 settembre, giorno in cui questi ha ricevuto la fiducia della Saeima con 53 voti favorevoli su 100.

## Compagine di governo

### Appartenenza politica
L'appartenenza politica dei membri del Governo alla sua formazione era la seguente:
| Partito | Partito                                    | Presidente | Ministri | Totale |
| ------- | ------------------------------------------ | ---------- | -------- | ------ |
|         | Nuova Unità (JV)                           | 1          | 7        | 8      |
|         | Unione dei Verdi e degli Agricoltori (ZZS) | -          | 4        | 4      |
|         | Progressisti (PRO)                         | -          | 3        | 3      |
| Totale  | Totale                                     | 1          | 13       | 14     |

### Situazione parlamentare
| Camera | Collocazione     | Partiti                                              | Seggi    |
| ------ | ---------------- | ---------------------------------------------------- | -------- |
| Saeima | Maggioranza      | JV (26), ZZS (16), PRO (10)                          | 52 / 100 |
| Saeima | Appoggio esterno | Indipendente (1)                                     | 1 / 100  |
| Saeima | Opposizione      | AS (15), NA (13), S! (10), LPV (8), Indipendente (1) | 47 / 100 |

## Composizione
Nuova Unità (JV)
     Unione dei Verdi e degli Agricoltori (ZZS)
     Progressisti (PRO)
| Ufficio del Ministro-Presidente               | Ufficio del Ministro-Presidente | Ufficio del Ministro-Presidente | Ufficio del Ministro-Presidente                  | Ufficio del Ministro-Presidente |
| Carica                                        | Titolare                        | Titolare                        | Titolare                                         | Partito                         |
| --------------------------------------------- | ------------------------------- | ------------------------------- | ------------------------------------------------ | ------------------------------- |
| Ministra Presidente                           |                                 |                                 | Evika Siliņa                                     | JV                              |
| Ministeri                                     |                                 |                                 |                                                  |                                 |
| Ministri                                      | Ministri                        | Ministri                        | Ministri                                         | Partito                         |
| Difesa                                        |                                 |                                 | Andris Sprūds                                    | PRO                             |
| Affari esteri                                 |                                 |                                 | Arturs Krišjānis Kariņš (fino al 10 aprile 2024) | JV                              |
| Affari esteri                                 |                                 |                                 | Baiba Braže (dal 19 aprile 2024)                 | JV                              |
| Economia                                      |                                 |                                 | Viktors Valainis                                 | ZZS                             |
| Finanze                                       |                                 |                                 | Arvils Ašeradens                                 | JV                              |
| Interno                                       |                                 |                                 | Rihards Kozlovskis                               | JV                              |
| Istruzione e Scienza                          |                                 |                                 | Anda Čakša (fino al 26 febbraio 2025)            | JV                              |
| Istruzione e Scienza                          |                                 |                                 | Dace Melbārde (dal 6 marzo 2025)                 | JV                              |
| Clima ed Energia                              |                                 |                                 | Kaspars Melnis                                   | ZZS                             |
| Cultura                                       |                                 |                                 | Agnese Logina (fino al 17 giugno 2024)           | PRO                             |
| Cultura                                       |                                 |                                 | Agnese Lāce (dal 20 giugno 2024)                 | PRO                             |
| Previdenza Sociale                            |                                 |                                 | Uldis Augulis (fino al 26 febbraio 2025)         | ZZS                             |
| Previdenza Sociale                            |                                 |                                 | Reinis Uzulnieks (dal 6 marzo 2025)              | ZZS                             |
| Trasporti                                     |                                 |                                 | Kaspars Briškens (fino al 26 febbraio 2025)      | PRO                             |
| Trasporti                                     |                                 |                                 | Atis Švinka (dal 6 marzo 2025)                   | PRO                             |
| Giustizia                                     |                                 |                                 | Inese Lībiņa-Egnere                              | JV                              |
| Salute                                        |                                 |                                 | Hosams Abu Meri                                  | JV                              |
| Protezione dell’Ambiente e Sviluppo Regionale |                                 |                                 | Inga Bērziņa                                     | JV                              |
| Agricoltura                                   |                                 |                                 | Armands Krauze                                   | ZZS                             |

Fonte: (LV, EN) Ministru kabineta sastāvs, su mk.gov.lv, Latvijas valdība. URL consultato il 15 settembre 2023.